# Ágios Panteleímon
Ágios Panteleímon är en ort i Grekland.   Den ligger i prefekturen Chalkidike och regionen Mellersta Makedonien, i den nordöstra delen av landet, 260 km norr om huvudstaden Aten. Ágios Panteleímon ligger 117 meter över havet och antalet invånare är 238.
Terrängen runt Ágios Panteleímon är platt åt sydost, men åt nordväst är den kuperad. Terrängen runt Ágios Panteleímon sluttar söderut. Närmaste större samhälle är Polýgyros, 15,7 km öster om Ágios Panteleímon. Trakten runt Ágios Panteleímon består till största delen av jordbruksmark.